# بادخورک‌های گرمسیری
بادخورک‌های گرمسیری یا بادخورک‌های هوانورد (نام علمی: Aerodramus) نام یک سرده از تبار بادقپک‌تباران است. نام لاتین این سرده از دو بخش Aero به معنی «هوا» و dromus به معنی «درنوردیدن» است.